# Lijst van beschermd erfgoed in Lontzen
Onderstaande tabel geeft een overzicht van het beschermde erfgoed in de gemeente Lontzen. Het beschermd erfgoed maakt onderdeel uit van het cultureel erfgoed in België.
| Object | Bouwjaar/architect | Deelgemeente | Adres                       | Coördinaten                   | Nummer | Afbeelding |
| --- | ------------------ | ------------ | --------------------------- | ----------------------------- | ------ | --- |
| De Belgisch-Pruisische grenssteen (187) |                    | Lontzen      |                             | 50° 18' 31" NB, 6° 0' 47" OL  | 31215  | De Belgisch-Pruisische grenssteen (187) |
| Huis Kirchstrasse 28 (gevels, dak, trap) |                    | Lontzen      | Kirchstrasse 28, Herbesthal | 50° 39' 40" NB, 5° 59' 1" OL  | 31430  | Huis Kirchstrasse 28 (gevels, dak, trap) |
| Sint-Hubertuskerk, grafstenen uit de 18e eeuw |                    | Lontzen      |                             | 50° 40' 49" NB, 6° 0' 31" OL  | 31435  | Sint-Hubertuskerk, grafstenen uit de 18e eeuw |
| Sint-Stefanuskerk, grafstenen uit de 16e-18e eeuw |                    | Walhorn      |                             | 50° 40' 31" NB, 6° 2' 46" OL  | 31350  | Sint-Stefanuskerk, grafstenen uit de 16e-18e eeuw |
| pastorie Walhorn |                    | Walhorn      |                             | 50° 40' 31" NB, 6° 2' 46" OL  | 31445  | pastorie Walhorn |
| Sint-Annakapel, altaar |                    | Lontzen      | Kapellenstraße              | 50° 41' 2" NB, 5° 59' 26" OL  | 31446  | Sint-Annakapel, altaar |
| Huis: gevels en dak |                    | Walhorn      | Dorfstrasse 44              | 50° 40' 29" NB, 6° 2' 47" OL  | 31351  | Huis: gevels en dak |
| St.Johannes der Taüfer-kapel en omgeving |                    | Walhorn      | Nierstrasse, Astenet        | 50° 41' 28" NB, 6° 2' 1" OL   | 31352  | St.Johannes der Taüfer-kapel en omgeving |
| Hof "Weiss Haus": gevels en daken van het woonhuis, van de stallingen en van de schuren, grensmuur |                    | Lontzen      | Chaussée de Liège           | 50° 41' 4" NB, 5° 57' 19" OL  | 31347  | Hof "Weiss Haus": gevels en daken van het woonhuis, van de stallingen en van de schuren, grensmuur |
| Kasteel Thor: poortgebouw, binnenhof, hofgevels en salon van het kasteel, en het ensemble van dit viervleugelige hof met zijn vijvers en zijn aangrenzende boerderijen in het westen alsook het park van het St. Katharina-sticht    |                    | Walhorn      | Nierstrasse, Astenet        | 50° 41' 26" NB, 6° 1' 59" OL  | 31353  | Kasteel Thor: poortgebouw, binnenhof, hofgevels en salon van het kasteel, en het ensemble van dit viervleugelige hof met zijn vijvers en zijn aangrenzende boerderijen in het westen alsook het park van het St. Katharina-sticht    |
| Hof: gevels en dak, gebouwd in steen met zadeldak |                    | Lontzen      | Waldstrasse 11              | 50° 41' 20" NB, 5° 59' 49" OL | 31348  | Hof: gevels en dak, gebouwd in steen met zadeldak |
| Mützhof (herenhuis: gevels, puntgevel en dak, westvleugel: gevels, puntgevel en dak, noordvleugel: werkplaatsgebouw: binnenplaatsgevel en dak, bestrating van de binnenplaats, tuinpoort in het oosten van het woonhuis) en omgeving |                    | Walhorn      | Hochstraße, Astenet         | 50° 41' 29" NB, 6° 2' 4" OL   | 31431  | Mützhof (herenhuis: gevels, puntgevel en dak, westvleugel: gevels, puntgevel en dak, noordvleugel: werkplaatsgebouw: binnenplaatsgevel en dak, bestrating van de binnenplaats, tuinpoort in het oosten van het woonhuis) en omgeving |
| Gebouwen en park van kasteel Lontzen |                    | Lontzen      | Schlossstraße               | 50° 40' 47" NB, 6° 0' 40" OL  | 31433  | Gebouwen en park van kasteel Lontzen |
| Backofen Gut: gevels en dak bakoven en voorbereidingsruimte |                    | Lontzen      | Windsweg 21                 | 50° 41' 14" NB, 5° 57' 51" OL | 31349  | Backofen Gut: gevels en dak bakoven en voorbereidingsruimte |
| Schuur Neuschmiede: gevels, topgevel en dak |                    | Walhorn      | Nierstrasse, Astenet        | 50° 41' 25" NB, 6° 1' 55" OL  | 31355  | Schuur Neuschmiede: gevels, topgevel en dak |
| Hof Himmelsplatz: gevels en daken woongedeelte en aanslutiende stal in het noorden, alsook stallen in noorden en zuiden, Pflasterung Hof, en het ensemble van de gebouwen                                                            |                    | Walhorn      | Hochstraße, Astenet         | 50° 42' 1" NB, 6° 2' 6" OL    | 31356  | Hof Himmelsplatz: gevels en daken woongedeelte en aanslutiende stal in het noorden, alsook stallen in noorden en zuiden, Pflasterung Hof, en het ensemble van de gebouwen                                                            |
| Galmeitrift, ook Pelempelter Büschgen genoemd |                    | Walhorn      | Rabotrath                   | 50° 40' 9" NB, 6° 0' 54" OL   | 31048  | Galmeitrift, ook Pelempelter Büschgen genoemd |
| een weg door de velden genaamd "Heesgasse" |                    | Lontzen      |                             | 50° 40' 35" NB, 6° 0' 52" OL  | 31432  | een weg door de velden genaamd "Heesgasse" |
| Kapel Caterina van Siena | 1968               | Astenet      |                             | 50° 41' 54" NB, 6° 2' 2" OL   | 40799  | Kapel Caterina van Siena |